# Plaça de Pompeu Fabra
La Plaça de Pompeu Fabra és una obra de Sant Joan de les Abadesses (Ripollès) protegida com a Bé Cultural d'Interès Local.

## Descripció
Petita plaça de vianants de forma ovalada i delimitada per tres sectors enjardinats. Un d'ells compta amb un monòlit de pedra amb un medalló que representa el retrat de Pompeu Fabra i Poch, col·locat al 1980.
La plaça està connectada amb els jardins de la colònia Espona.